# Szabadság híd (Újvidék)
Az újvidéki Szabadság híd (szerbül Мост слободе / Most Slobode) a város egyik jelképe.

## Története
Nikola Hajdin mérnök-akadémikus a hidat az újvidéki oldalon a strand fölé, míg a szerémségi oldalon a Ribnjak városrész és a kamenicai park köze tervezte. Az építését a belgrádi Mostogradnja vállalat végezte, a tervezett alkatrészeket budapesti Ganz Gépgyár készítette. Az építkezés 1976. szeptember 22-én kezdődött, az ünnepélyes átadás 1981. október 23-án volt. A fő tartóoszlopok magassága 58,80 m. A szerémségi oldalon építettek két, a hídhoz csatlakozó párhuzamos alagutat: az egyik 37, míg a másik 390 m hosszú. 
1999. április 3-án a Jugoszláviát támadó NATO lebombázta, helyette ezután egy pontonhíd szolgálta az átkelést. 2003 és 2005 között azután helyreállították, a költségeket teljes egészében az Európai Unió (EU) állta: az Európai Újjáépítési Ügynökség 40 millió eurót költött rá, ezen túlmenően az EU 22 milliót szánt a folyómeder NATO-bombáktól való megtisztítására. 

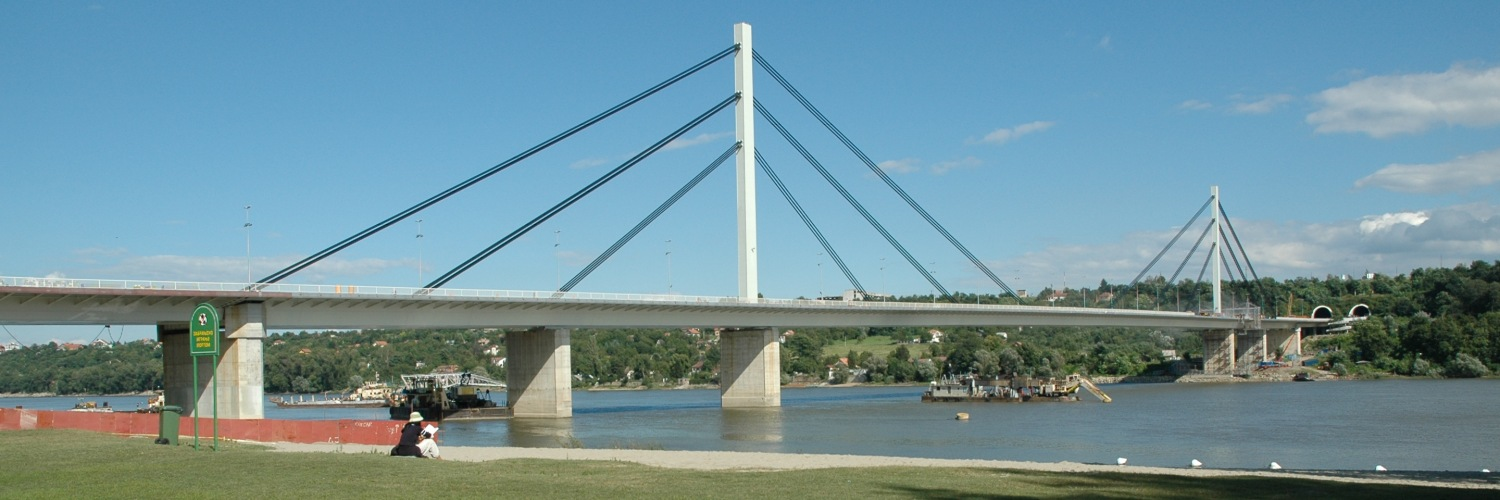

## Képek

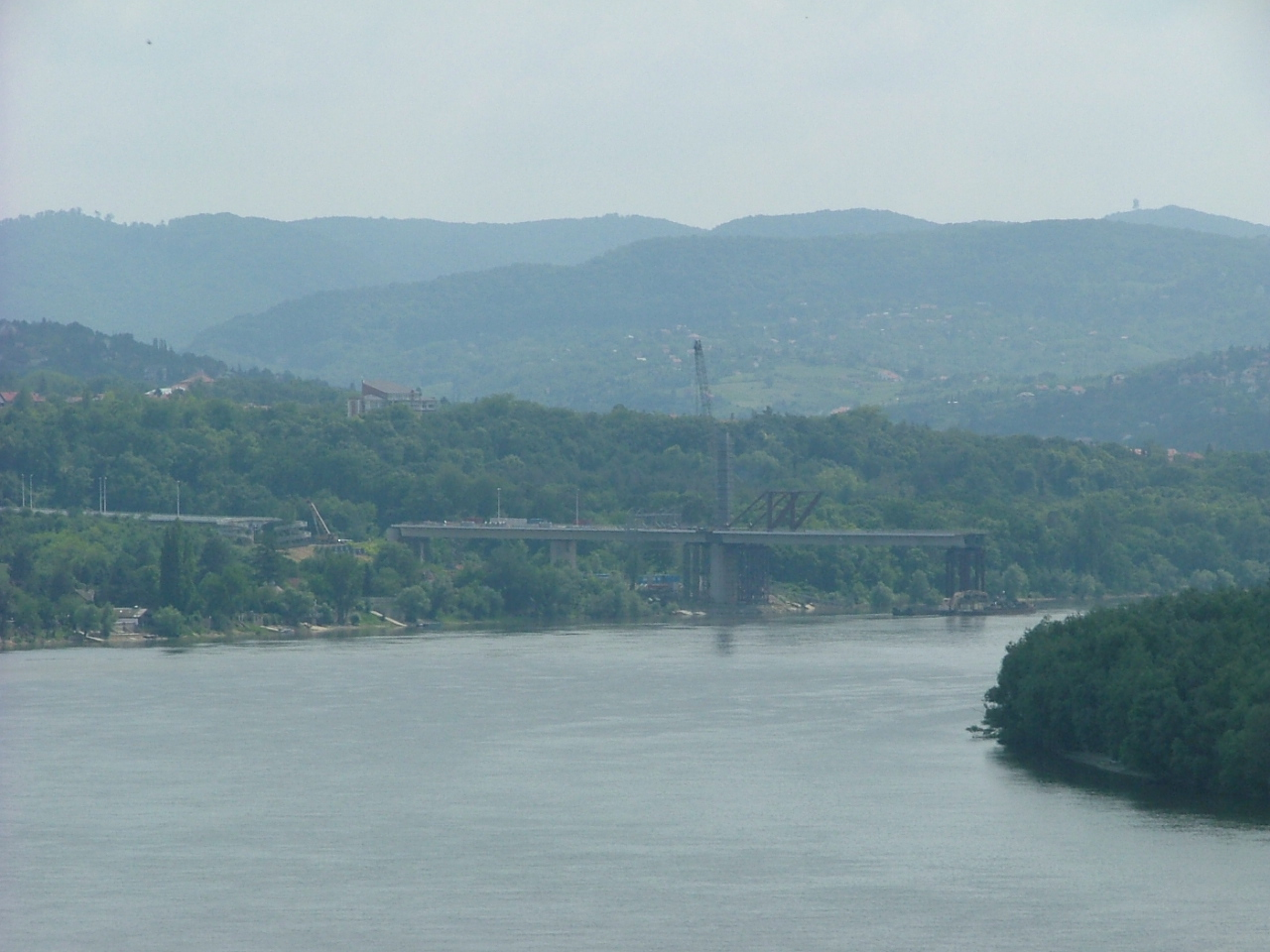
Újjáépítés
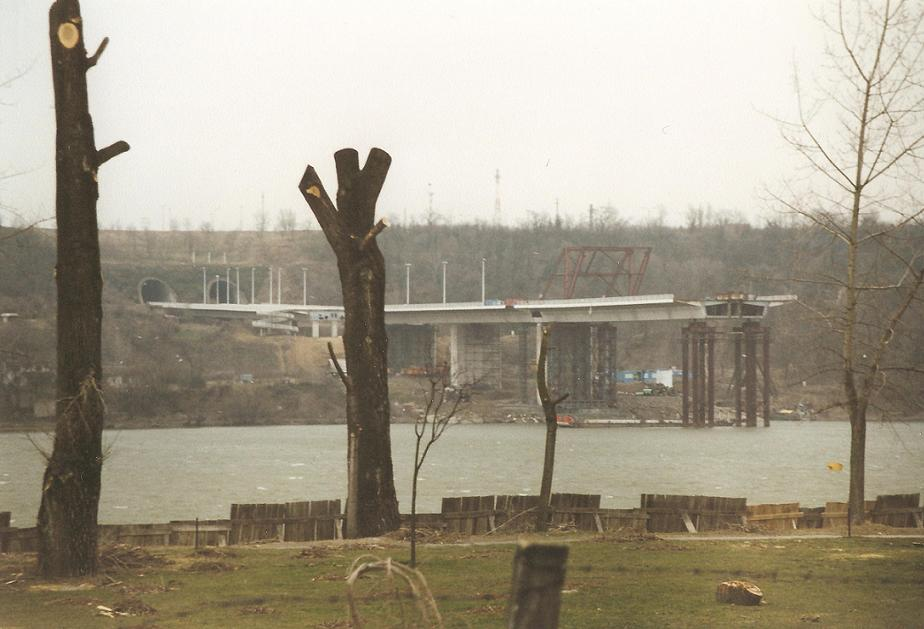
A Szabadság híd újjáépítése 2005-ben
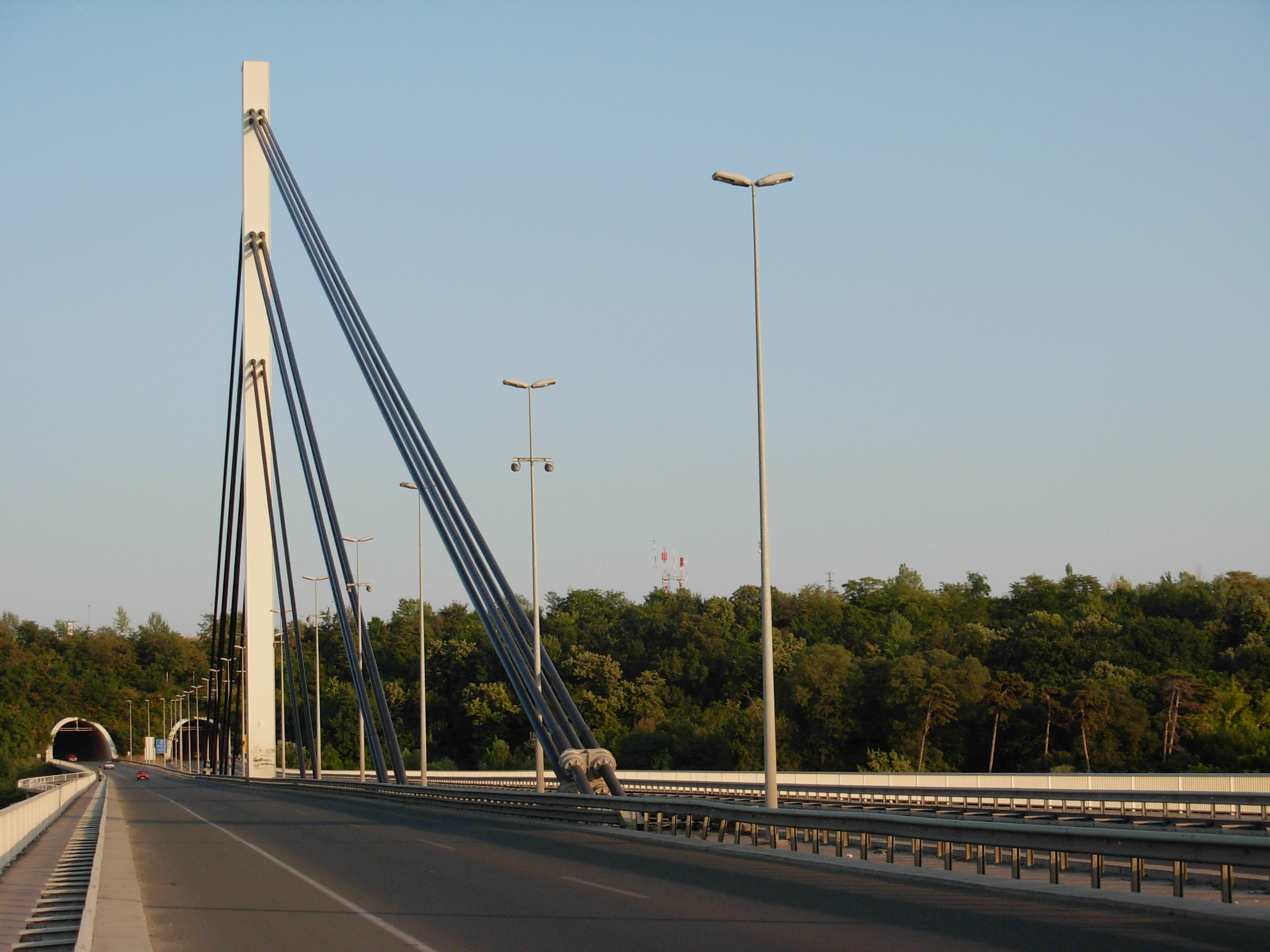
A híd 2009-ben

## Külső hivatkozások
- Az újvidéki hidak története 1999-ig